# Kosmetisk tandvård
Kosmetisk eller estetisk tandvård är termer som används av allmänhet och tandläkare som en beteckning på tandvård som främst förbättrar utseendet av en persons tänder. Kosmetisk tandvård är i Sverige inte erkänd av Socialstyrelsen som en specialistinriktning och innefattas inte i det Statliga Tandvårdsstödet. Kosmetiska tandbehandlingar är eftertraktade som en livskvalitethöjande faktor, inte minst bland yngre.

## Vanliga kosmetiska behandlingar
- Tandblekning, då ett blekmedel distribueras på tandytan och avlägsnar beläggningar. Kan göras av tandläkare eller av patient själv, så kallade hemmablekningar.
- Skalfasader. Fungerar ungefär som lösnaglar. Ett tunt skal, antingen gjort i keramiskt material eller i komposit appliceras på tandytan. Det framställs individuellt för varje patient och tand.
- Bettrehabiliteringar, reparation eller korrigering av slitna, skadade, snedställda tänder.
- Implantatbehandling kallas metoden att ersätta en eller flera förlorade eller skadade tänder med konstgjorda som skruvas fast med titanskruvar i käkbenet.
- Utbyte av svarta eller missfärgande fyllningar. Kompositer eller porslin som ersättning för amalgam.
- Slutning av glipa mellan framtänderna, så kallad diastema.

## Intresseorganisationer
I Sverige är många kosmetiskt inriktade tandläkare och tandtekniker organiserade i SACD, Swedish Academy of Cosmetic Dentistry. SACD ackrediterar och utbildar kosmetiskt inriktade tandläkare och tekniker.